# Halowe rekordy Polski młodzieżowców w lekkoatletyce
Halowe rekordy Polski młodzieżowców w lekkoatletyce – zestawienie najlepszych rezultatów uzyskanych przez reprezentantów Polski do lat 22 w hali i oficjalnie zatwierdzonych przez PZLA.

## Halowe rekordy Polski młodzieżowców

### Mężczyźni
| Konkurencja               | Rezultat | Zawodnik            | Klub                                | Data             | Miejsce    |
| ------------------------- | -------- | ------------------- | ----------------------------------- | ---------------- | ---------- |
| Bieg na 60 m              | 6,57     | Marcin Nowak        | AZS Kraków                          | 7 marca 1999     | Maebashi   |
| Bieg na 200 m             | 20,66    | Karol Zalewski      | KS AZS UWM Olsztyn                  | 22 lutego 2015   | Toruń      |
| Bieg na 400 m             | 45,31    | Maksymilian Szwed   | AZS Łódź                            | 8 marca 2025     | Apeldoorn  |
| Bieg na 800 m             | 1:45,75  | Bartosz Kitliński   | AZS UMCS Lublin                     | 19 stycznia 2025 | Luksemburg |
| Bieg na 1500 m            | 3:36,46  | Filip Rak           | AZS KU Politechniki Opolskiej Opole | 16 lutego 2025   | Toruń      |
| Bieg na milę              | 3:55,57  | Filip Rak           | AZS KU Politechniki Opolskiej Opole | 13 lutego 2025   | Liévin     |
| Bieg na 3000 m            | 7:49,82  | Kamil Herzyk        | SLiS JUST TEAM Bielsko-Biała        | 9 lutego 2025    | Wrocław    |
| Bieg na 60 m przez płotki | 7,46     | Jakub Szymański     | SKLA Sopot                          | 2 marca 2024     | Glasgow    |
| Skok wzwyż                | 2,37     | Artur Partyka       | ŁKS Łódź                            | 3 lutego 1991    | Sulingen   |
| Skok wzwyż                | 2,37     | Artur Partyka       | ŁKS Łódź                            | 10 marca 1991    | Sewilla    |
| Skok o tyczce             | 5,86     | Paweł Wojciechowski | SL WKS Zawisza Bydgoszcz            | 13 lutego 2011   | Gandawa    |
| Skok w dal                | 8,01     | Marcin Starzak      | AZS Kraków                          | 23 lutego 2007   | Chemnitz   |
| Trójskok                  | 16,53    | Michał Joachimowski | Budowlani Bydgoszcz                 | 27 lutego 1972   | Warszawa   |
| Pchnięcie kulą            | 22,00    | Konrad Bukowiecki   | KS AZS UWM Olsztyn                  | 15 lutego 2018   | Toruń      |
| Siedmiobój                | 5679 pkt | Maciej Leszczyński  | Gwardia Warszawa                    | 26 lutego 1984   | Warszawa   |
| Siedmiobój                | 5679 pkt | Rafał Horbowicz     | Warszawianka Warszawa               | 1 marca 2020     | Toruń      |
| Siedmiobój                | 5734 pkt | Robert Gindera      | SL WKS Zawisza Bydgoszcz            | 20 lutego 2005   | Spała      |
| Chód na 5000 m            | 19:25,24 | Jacek Müller        | Lechia Gdańsk                       | 27 lutego 1994   | Spała      |

### Kobiety
| Konkurencja               | Rezultat | Zawodniczka        | Klub                     | Data             | Miejsce      |
| ------------------------- | -------- | ------------------ | ------------------------ | ---------------- | ------------ |
| Bieg na 60 m              | 7,08     | Ewa Swoboda        | AZS-AWF Katowice         | 2 lutego 2019    | Karlsruhe    |
| Bieg na 200 m             | 23,12    | Magdalena Niemczyk | UKS Tiki-Taka Kolbuszowa | 8 lutego 2025    | Rzeszów      |
| Bieg na 400 m             | 52,13    | Justyna Święty     | AZS-AWF Katowice         | 7 marca 2014     | Sopot        |
| Bieg na 800 m             | 1:59,99  | Lidia Chojecka     | WLKS Siedlce             | 14 lutego 1999   | Birmingham   |
| Bieg na 1500 m            | 4:05,86  | Lidia Chojecka     | WLKS Siedlce             | 6 marca 1999     | Maebashi     |
| Bieg na milę              | 4:30,43  | Sofia Ennaoui      | LKS Lubusz Słubice       | 17 lutego 2016   | Sztokholm    |
| Bieg na 3000 m            | 8:45,29  | Sofia Ennaoui      | MKL Szczecin             | 18 lutego 2017   | Birmingham   |
| Bieg na 60 m przez płotki | 7,77     | Zofia Bielczyk     | Polonia Warszawa         | 1 marca 1980     | Sindelfingen |
| Skok wzwyż                | 1,94     | Elżbieta Trylińska | AZS Warszawa             | 22 stycznia 1981 | Grenoble     |
| Skok wzwyż                | 1,94     | Urszula Kielan     | Gwardia Warszawa         | 22 stycznia 1981 | Grenoble     |
| Skok wzwyż                | 1,94     | Anna Ksok          | Śląsk Wrocław            | 2 marca 2003     | Sewilla      |
| Skok o tyczce             | 4,60     | Monika Pyrek       | MKL Szczecin             | 3 marca 2002     | Wiedeń       |
| Skok w dal                | 6,71     | Anna Matuszewicz   | MKL Toruń                | 23 lutego 2025   | Toruń        |
| Trójskok                  | 13,78    | Anna Jagaciak      | MKS Juvenia Puszczykowo  | 12 lutego 2012   | Łódź         |
| Pchnięcie kulą            | 18,30    | Małgorzata Wolska  | AZS Katowice             | 20 lutego 1988   | Zabrze       |
| Pięciobój                 | 4537 pkt | Kamila Chudzik     | AZS-AWFiS Gdańsk         | 16 lutego 2008   | Spała        |
| Chód na 3000 m            | 12:43,91 | Beata Kaczmarska   | Skra Warszawa            | 29 lutego 1992   | Genua        |